# Kállósemjén, Szabolcs-Szatmár-Bereg
Kállósemjén  este un sat în districtul Nagykálló, județul Szabolcs-Szatmár-Bereg, Ungaria, având o populație de 3.742 de locuitori (2011). 
În secolul XVII s-a așezat în localitate un număr important de iobagi români greco-catolici, care au fost asimilați ulterior de populația maghiară.

## Demografie
Componența etnică a satului Kállósemjén
     Maghiari (94,73%)
     Romi (4,39%)
     Necunoscut (0,15%)
     Alții (0,73%)
Componența confesională a satului Kállósemjén
     Romano-catolici (29,5%)
     Greco-catolici (27,87%)
     Reformați (13,39%)
     Fără religie (1,98%)
     Necunoscută (26,7%)
     Alte religii (0,77%)
Conform recensământului din 2011, satul Kállósemjén avea 3.742 de locuitori. Din punct de vedere etnic, majoritatea locuitorilor (94,73%) erau maghiari, cu o minoritate de romi (4,39%). Apartenența etnică nu este cunoscută în cazul a 0,15% din locuitori. Nu există o religie majoritară, locuitorii fiind romano-catolici (29,5%), greco-catolici (27,87%), reformați (13,39%) și persoane fără religie (1,98%). Pentru 26,7% din locuitori nu este cunoscută apartenența confesională.